# Ebbrittoniella
Ebbrittoniella är ett släkte av skalbaggar. Ebbrittoniella ingår i familjen Hybosoridae.
Kladogram enligt Catalogue of Life:
| Ebbrittoniella | \| \| Ebbrittoniella gestroi \| \| \| \| \| \| Ebbrittoniella ignita \| \| \| \| |
|                | \| \| Ebbrittoniella gestroi \| \| \| \| \| \| Ebbrittoniella ignita \| \| \| \| |
|                | Ebbrittoniella gestroi                                                           |
|                |                                                                                  |
|                | Ebbrittoniella ignita                                                            |
|                |                                                                                  |